# Мунте-Норстедт, Анна
Анна Катарина Фредрика Мунте-Норстедт (швед. Anna Katarina Fredrika Munthe-Norstedt; 28 июля 1854 — 17 апреля 1936) — шведская художница, известная своими натюрмортами и интерьерами. Она также работала с жанровой живописью и портретами.

## Биография
Анна Мунте-Норштедт родилась в приходе Дёдерхульт в Оскарсхамне (Швеция). Она была дочерью аптекаря Мартина Арнольда Фредрика Мунте и его второй жены Луизы Ауроры Угарски. Её брат Аксель Мунте (1857—1949) стал известным врачом и писателем, другой её брат Арнольд Мунте (1856—1926) был шведским военно-морским деятелем и писателем, а её племянник Малкольм Мунте (1910—1995) — британским солдатом, писателем и куратором
.
Первоначально Анна хотела стать актрисой, но столкнулась с твёрдым сопротивлением со стороны родителей, поэтому вместо этого решила быть художницей. При поддержке отца она поступила в школу Шведской ассоциации ремесленников (Svenska Slöjdföreningens skola). В эту, основанную в 1844 году как заочная художественная школа для ремесленников, первые студентки были приняты в 1857 году. Она училась в этой школе, ныне известной как Констфак, с 1869 по 1871 год.
Потом она была ученицей Мортена Эскиля Винге в Королевской академии свободных искусств Швеции с 1871 по 1875 год . Она также брала уроки у литографа Карла Оскара Кардона (1812—1899).
В 1875 году она вышла замуж за пейзажиста Рейнхольда Норштедта (1843—1911), от которого у неё родилась дочь, умершая в младенчестве. Ей посоветовали заняться живописью как серьёзным, полноценным занятием, чтобы успокоить своё горе.
В 1878 году они переехали в Париж. Там она училась у шведского художника Хьюго Салмсона (1843—1894) и бельгийского художника Альфреда Стевенса (1823—1906). Именно в это время она начала специализироваться на натюрмортах с изображением цветов. Особое влияние на неё оказали работы голландского художника Яна Давидса де Хема (1606—1684), которые она видела в Лувре.
В 1881 году они вернулись в Швецию и основали студию в Стокгольме. В 1883 году её работы были широко представлены на Скандинавской выставке в Копенгагене. После создания ассоциации художников (Konstnärsförbundet), выступавшей против практик Королевской академии свободных искусств Швеции, она и её муж первоначально поддерживали их. Однако они не согласились с её тактикой и неохотно приняли сторону Академии. Позже они присоединились к новой организации, которая была создана недовольными обеими сторонами художниками, но у неё было мало влияния.
После смерти своего мужа в 1911 году Анна Мунте-Норстедт перебралась в Хельсингборг. Через два года она вышла замуж за Франса Сиберга (1861—1924), ветеринара. Художница умерла в Хельсингборге в 1936 году.

## Галерея
- Натюрморт с виноградом на тарелке и бутылкой (1889)
- Натюрморт с весенними цветами (1896)
- Натюрморт с пионом
- Натюрморт с цветами (1896)